# Партия свободы (Россия)
Партия Свободы — радикальная русская националистическая организация, ликвидированная в 2009 году.

## Республиканская народная партия Россия
8 апреля 1990 года в Ленинграде прошёл учредительный съезд Республиканской народной партии России (РНПР), которая создавалась на базе РНПЦ. Количество региональных организаций выросло до 18, а общее число членов партии превысило полторы тысячи человек. 3—4 ноября 1990 года в Петербурге состоялся I Всероссийский съезд РНПР. В работе съезда приняли участие 54 делегата делегата от 2 тысяч членов партии и представители свыше 36 русских патриотических организаций из России, с Украины и из Белоруссии. Председателем Думы I Всероссийского съезда РНПР был избран Н. Н. Лысенко. Особое внимание на съезде было уделено идеологическим проблемам русского национального движения. Делегаты съезда пришли к выводу, что новой государственной идеологией должна стать концепция национально-государственного возрождения России, честного служения государственным и национальным интересам народа. Также на съезде подал в отставку председатель Центрального совета партии В. Антонов.
30—31 марта 1991 года в Петербурге прошёл II Всероссийский съезд РНПР. Съезд получил название Объединительного, т.к. на нём произошло объединение с Русской фракцией Демократической партии России (РФ\ДПР) и Уральской региональной организацией Российской демократической партии России (РДП).

## Национально-республиканская партия России
31 октября 1991 года на пленуме Центрального совета РНПР была переименована в Национально-республиканскую партию России (НРПР). 
В ноябре 1991 года в Петербурге Молодёжным центром НРПР был создан Русский Национальный Легион. Бойцы Легиона принимали участие в боевых действиях в Приднестровье и Югославии. В боях погибло 6 партийцев. 14—15 декабря 1991 года НРПР провела в Петербурге Первые Всероссийские Столыпинские национальные чтения, цель которых заключалась в развитии сотрудничества между деятелями науки и культуры, представителями технической интеллигенции, армии и флота, национальными предпринимателями, с одной стороны, и политическим руководством Национально-республиканской партии России — с другой. 
15 января 1992 года Министерство юстиции Российской Федерации зарегистрировало Устав Национально-республиканской партии России, ставшей, таким образом, первой национальной русской политической партией, официально действующей в стране после октябрьского большевистского переворота 1917 года. В феврале 1992 года НРПР приняла участие в «Конгрессе гражданских и патриотических сил России» и вступила в созданное на нём Российское народное собрание, просущестовавшее недолго. Тогда же НРПР вошла в состав Русского национального собора Александра Стерлигова, выйдя из него в июне 1992 года. В сентябре-октябре 1992 года НРПР приняла участие в создании Фронта национального спасения, а Н. Н. Лысенко был избран членом Политсовета фронта.
28—29 ноября 1992 года в Москве прошёл очередной III Всероссийский съезд Национально-республиканской партии России. На съезде была принята новая Политическая программа партии, Декларация «О праве русского народа на воссоединение» и ряд резолюций («О защите чести и национального достоинства граждан России», «О Совете глав республик Российской Федерации» и другие).
В 1992 году НРПР вступила в блок с Народно-социальной партией Ю. А. Беляева. Позже НСП объединилась с НРПР.
В июне 1993 года НРПР вышла из состава ФНС. Среди причин называлась тяга руководства фронта к «неокоммунизму» и отказ от «русской национальной идеологии». Причиной мог быть конфликт Н. Н. Лысенко с коммунистами, в первую очередь с А. Г. Чехоевым и С. З. Умалатовой, возмущённых антикавказскими выпадами лидера национал-республиканцев. 
Осенью 1993 года НРПР предприняла попытку участия в парламентских выборах, однако не смогла собрать 100 000 подписей для регистрации. В то же время партии удалось выдвинуть своего председателя Н. Н. Лысенко по Энгельсскому избирательному округу № 158 (Саратовская область),где он и был избран депутатом ГосДумы I созыва. 
29 октября 1994 года руководитель службы безопасности НРПР и одновременно председатель Национал-социальной партии Ю. А. Беляев со своими петербургскими сторонниками провёл в Санкт-Петербурге чрезвычайный пленум Центрального совета партии, на котором сместил Н. Н. Лысенко с поста председателя. Исполняющим обязанности председателя ЦС стал сам Беляев. Лысенко результатов пленума не признал и провел свой пленум ЦС, на котором исключил сторонников Беляева из партии. После этого группа Беляева объявила о создании истинной НРПР.
25—26 марта 1995 года в Санкт-Петербурге состоялся IV Всероссийский съезд Национально-республиканской партии России, на котором была принята «национальная сверхидеология», основой которой был провозглашён принцип «первичности нации по отношению к государству», заявлено об отказе от фашизма, ксенофобии, германофильства. Возможными союзниками на предстоящих выборах в ГосДуму были названы РОС и ЛДПР. Лидеры НРПР заявили, что полностью поддерживают действия исполнительной власти в Чечне и не признает суверенитета Украины и Белоруссии.
В 1995 году партия приняла участие в выборах в Госдуму. Общефедеральный список возглавили Н. Н. Лысенко, политсекретарь партии Н. А. Павлов и К. Овчинников. Получив 0,48 % голосов, партия заняла 24-е место и не сумела преодолеть 5-процентный барьер. 
5 декабря 1995 года в кабинете Н. Н. Лысенко в Государственной Думе произошёл взрыв. По версии лидера НРПР, это было покушением на его жизнь за последовательную антитюркскую и антиисламскую позицию. В мае 1996 года Лысенко был арестован по обвинению в организации взрыва в собственном кабинете. Проведя более года в предварительном заключении, 6 октября 1997 года Лысенко был оправдан судом по обвинении в организации взрыва, но признан виновным в хищении компьютера принадлежавшего Думе и приговорён к 1,5 годам лишения свободы, которые политик отбыл, находясь в предварительном заключении. Пока лидер НРПР был под следствием и судом, его партия фактически прекратила своё существование. Не пройдя перерегистрацию до 31 декабря 1998 года, НРПР официально потеряла свой официальный статус.

## Партия Свободы
После раскола НРПР Ю. А. Беляев объявил себя лидером «истинной» НРПР. В феврале 1996 года партия Беляева вошла в состав Координационного совета националистических радикальных партий, который на президентских выборах поддержал  Ю. П. Власова. В конце 1997 года Ю. А. Беляев стал председателем Центрального совета Народной национальной партии А. К. Иванова-Сухаревского, но позже покинул её. 
В 2000 году НРПР Беляева была зарегистрирована под новым названием — «Партия Свободы». Однако уже в 2001—2002 годах по решению ряда судебных органов партия была лишена официальной регистрации и на протяжении длительного времени действовала неофициально, что не помешало создать новые региональных и городские отделения по всей России.
В 2004 году к Партии Свободы примкнул московский Национал-Социалистический Союз, созданный в 1999 году выходцами из Народно-Социальной Партии, придав партии больше радикализма и укрепивший её позиции в Центральном регионе. В том же году было создано первое зарубежное представительство партии на Украине.
На состоявшемся в декабре 2005 года внеочередном заседании Центрального совета Партии Свободы было принято решение о необходимости официальной регистрации в Минюсте с целью участия в парламентских выборах 2007 года. Для подготовки Учредительного съезда Партии Свободы был создан организационный комитет.
Вместе с тем в партии начали обостряться внутренние противоречия, вызванные, в первую очередь, недовольством региональных отделений методами работы партийного руководства, возглавляемого Юрием Беляевым — от партии откололись отделения на Урале, в Сибире и на Дальнем Востоке, из Центрального совета вышли Александр Втулкин, Георгий Павлов, Александр Шнейдер, Лев Нечипуренко и др.
В 2007 году состоялся 8-й Съезд Партии Свободы, на котором было обновлено партийное руководство, утверждена новая программа действий, решены вопросы сетевого строительства партийной организации и внедрены принципы «бесструктурного руководства», о которых писал в своей книге «Так победим!» Юрий Беляев. После съезда часть актива Партии Свободы (в основном из Санкт-Петербурга и Пскова) отказалась признать решения 8-го Съезда и продолжают считать своим руководителем Юрия Беляева. Большая часть членов Партии Свободы признала результаты 8-го Съезда Партии и продолжила работу в новых условиях.
В марте 2009 года, после изгнания П. М. Хомякова из организации «Северное братство» за предательство, было принято решение о роспуске Партии Свободы и вступлении её членов в «Северное Братство».